# Theridiosoma nebulosum
Theridiosoma nebulosum är en spindelart som beskrevs av Simon 1901. Theridiosoma nebulosum ingår i släktet Theridiosoma och familjen strålspindlar. Inga underarter finns listade i Catalogue of Life.